# Карлссон, Хенрик (хоккеист)
Хенрик Карлссон (швед. Henrik Karlsson; 27 ноября 1983, Стокгольм) — шведский хоккеист, игравший на позиции вратаря.

## Карьера
Свою профессиональную карьеру 21-летний Хенрик начал в 2004 году в составе клубов «Оскарсхамн», «Мальмё Редхокс», «Хаммарбю» и «Ферьестад». Потом перебрался в НХЛ с 2010 по 2012 года шведский игрок сыграл за клуб «Калгари Флеймз». В НХЛ Хенрик сыграл 26 матчей и одержал 5 побед и 9 поражений. С 2011 по 2013 года играл в АХЛ за фарм-клубы «Абботсфорд Хит» и «Рокфорд АйсХогс». В 2013 году вернулся в Швецию, подписав контракт с клубом «Шеллефтео». Ближе к концу сезона 2013/14 переехал в Россию, перейдя в омский «Авангард». С 2014 по 2016 год защищал цвета финского «Йокерита». В 2016 году подписал односторонний контракт с «Барысом» сроком на один год. Впоследствии, Хенрик продлил соглашение с казахстанской командой и на долгое время стал основным вратарём клуба, а также принял казахское гражданство, с целью выступления за национальную сборную этой страны. За «Барыс» выступал вплоть до 2021 года, проведя за это время 185 игр, тем самым, став рекордсменом по проведённым матчам в составе «Барыса», среди вратарей.